# Lis Nilheim
Karen Lis Nilheim (Stoccolma, 5 giugno 1944 – Stoccolma, 25 febbraio 2025) è stata un'attrice svedese.

## Filmografia parziale
- Äktenskapsbrottaren, regia di Hasse Ekman (1964)
- Maria, regia di Mats Arehn (1975)
- Jag är med barn, regia di Lasse Hallström (1979)
- Du är inte klok, Madicken, regia di Göran Graffman (1979)
- Madicken på Junibacken, regia di Göran Graffman (1980)
- Mannen som blev miljonär, regia di Mats Arehn (1980)
- Raskenstam, regia di Gunnar Hellström (1983)

## Premi
- Guldbagge
  - 1975: "Premio Guldbagge per la miglior attrice"